# Serra Morena
A Serra Morena (em castelhano:  Sierra Morena) é uma cordilheira situada no sul de Espanha, que separa a Meseta da Depressão Bética.

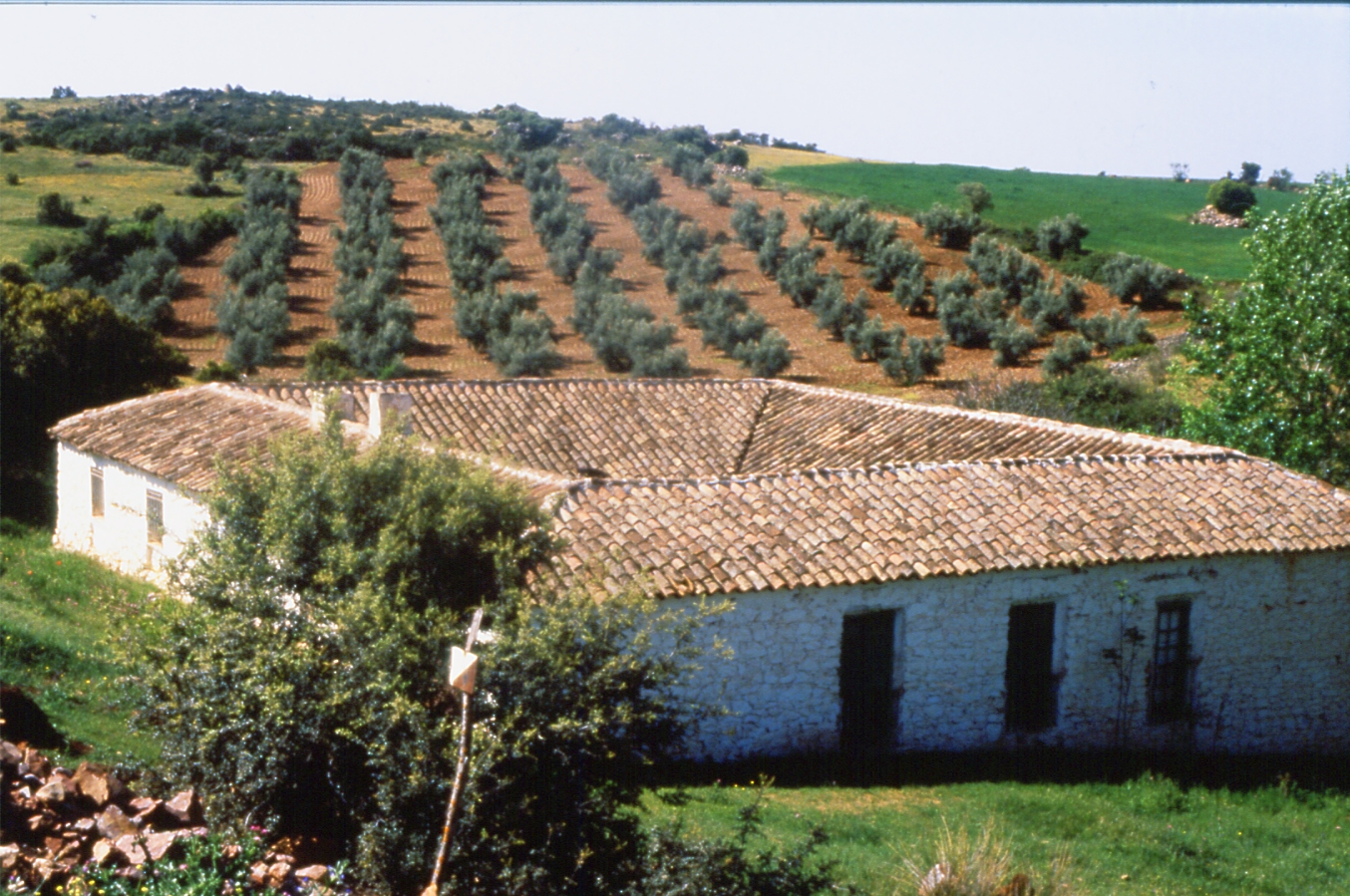
Quinta típica da Serra Morena